# Wassili Fjodorowitsch Sujew
Wassili Fjodorowitsch Sujew (russisch Василий Фёдорович Зуев, wiss. Transliteration Vasilij Fëdorovič Zuev; geb. 1754; gest. 1794) war ein russischer Naturforscher und Forschungsreisender. Er war Mitglied der St. Petersburger Akademie der Wissenschaften und der erste, der den Nördlichen Ural überquerte.
Sujew nahm an den Expeditionen der Akademie (1768–1774) unter dem Kommando von Peter Simon Pallas teil. In den Jahren 1781–1782 reiste er in die Region des Bug und des unteren Dnjepr, die er in dem Buch Reisenotizen von St. Petersburg nach Cherson in den Jahren 1781 und 1782 (1787; russ.) beschrieb. Er schrieb eine Reihe von Werken über Zoologie, vor allem über die Taxonomie der Fische. Sujew war der Autor des ersten russischen Handbuchs zur Naturwissenschaft, Grundriss der Naturgeschichte (Teile 1–2, 1786). 

## Schriften
- «Путешественных записок от С.-Петербурга до Херсона в 1781 и 1782 году» (1787) [Reisenotizen von St. Petersburg nach Cherson in den Jahren 1781 und 1782 (1787)]
  - Herrn Wasilii Szujew's ... Beschreibung seiner Reise von St. Petersburg nach Cherson in den Jahren 1781 und 1782. J. G. I. Breitkopf, Dresden und Leipzig 1789 (Digitalisat: Erster Theil)
- «Начертание естественной истории» (СПб., 1786; 5 изд. 1814) Grundriss der Naturgeschichte (St. Petersburg, 1786; 5. Auflage 1814)